# Kevin Punter
Kevin Xavier Punter Jr. (Servisch: Кевин Ксавијер Пантер Џуниор) (The Bronx, 25 juni 1993) is een Amerikaans-Servisch basketballer.

## Carrière
Punter speelde collegebasketbal voor de State Fair CC en Tennessee Volunteers van 2012 tot 2016. In 2016 werd hij niet gekozen in de NBA draft maar speelde daarna wel voor de Minnesota Timberwolves in de NBA Summer League. Hij tekende daarna een contract bij GS Lavrio BC in de Griekse eerste klasse. In maart 2017 tekende hij een contract bij de Antwerp Giants waar hij de rest van het seizoen uitspeelde als vervanger van Corey Hawkins. Voor het seizoen 2017/18 tekende hij een contract bij Rosa Radom in de Poolse eerste klasse. In februari 2018 maakte hij de overstap naar de Griekse eersteklasser AEK Athene BC waarmee hij de Griekse beker en de Basketball Champions League won.
Voor het seizoen 2018/19 tekende hij bij de Italiaanse eersteklasser Virtus Bologna maar speelde het seizoen uit bij het Griekse Olympiakos Piraeus. Het seizoen 2019/20 speelde hij bij het Servische KK Crvena zvezda. In 2020 tekende hij een contract bij het Italiaanse Olimpia Milano waar hij een seizoen speelde en de beker en supercup mee won. Voor het seizoen 2021/22 keerde hij terug naar Servië en tekende bij KK Partizan waar hij ook in het seizoen 2022/23 speelde. Voor het seizoen 2023/24 had hij interesse van de Toronto Raptors, Barcelona Bàsquet en Panathinaikos BC maar verlengde uiteindelijk zijn contract met twee jaar bij Partizan.

## Erelijst
- Grieks bekerwinnaar: 2018
- Basketball Champions League: 2018, 2019
- Basketball Champions League-topscorer: 2018
- All-Champions League First Team: 2019
- Champions League Final Four MVP: 2019
- Italiaans bekerwinnaar: 2020
- Italiaans supercup: 2021
- All-ABA League Team: 2022, 2023
- All-EuroCup Second Team: 2022
- All-EuroLeague Second Team: 2023